# Eric Riley
Eric Kendall Riley (Cleveland, Ohio, 2 de junio de 1970) es un exjugador de baloncesto estadounidense que disputó 5 temporadas de la NBA, además de jugar en equipos de tres continentes diferentes. Con 2,13 metros de estatura, jugaba en la posición de pívot.

## Trayectoria deportiva

### Universidad
Jugó durante cuatro temporadas con los Wolverines de la Universidad de Míchigan, en las que promedió 6,2 puntos, 5,2 rebotes y 1,3 tapones por partido.

### Profesional
Fue elegido en la trigésimo tercera posición del Draft de la NBA de 1993 por Dallas Mavericks, quienes lo traspasaron directamente a Houston Rockets a cambio de los derechos sobre Popeye Jones. Allí jugo una temporada, en la que los Rockets acabarían como campeones, dando escasos minutos de descanso al ya veterano Hakeem Olajuwon, promediando 1,9 puntos y 1,3 rebotes por partido.
Ya iniciada la temporada siguiente, fichó como agente libre por Los Angeles Clippers, donde realizó sus mejores números como jugador de la NBA, promediando 4,7 puntos y 2,8 rebotes por partido. al año siguiente se marchó a los Minnesota Timberwolves, y al siguiente empezó su aventura lejos de su país, jugando en el Apollon Patras de la liga griega. Regresó de nuevo a la NBA para jugar con Dallas Mavericks y posteriormente con Boston Celtics, en la que sería su última temporada en la liga norteamericana, promediando 2,2 puntos y 2,8 rebotes.
A partir de ese momento jugó en tres continentes diferentes, pasando del Cocodrilos de Caracas al Roseto Basket italiano, donde sólo jugó 9 partidos en los que promedió 6,4 puntos y 5,0 rebotes, para jugar posteriormente en Liaoning Hunters chino y en el AEL Limassol chipriota.

## Estadísticas de su carrera en la NBA

### Temporada regular
| Temporada | Edad | Equipo                 | Liga | P   | TIT | MIN  | TC  | TCA | %TC  | 3P  | 3PA | %3P  | TL  | TLA | %TL  | R.OF. | R.DEF. | REB | ASIS | ROB | TAP | PER | FP  | PTS |
| 1993-94   | 23   | Houston Rockets        | NBA  | 47  | 2   | 4.7  | 0.7 | 1.5 | .486 | 0.0 | 0.0 | .000 | 0.4 | 0.8 | .541 | 0.5   | 0.7    | 1.3 | 0.2  | 0.1 | 0.2 | 0.3 | 0.6 | 1.9 |
| 1994-95   | 24   | Los Angeles Clippers   | NBA  | 40  | 4   | 10.9 | 1.6 | 3.6 | .448 | 0.0 | 0.0 | .000 | 1.2 | 1.6 | .734 | 1.1   | 1.7    | 2.8 | 0.3  | 0.4 | 0.9 | 0.8 | 2.0 | 4.4 |
| 1995-96   | 25   | Minnesota Timberwolves | NBA  | 25  | 10  | 12.4 | 1.4 | 3.0 | .473 | 0.0 | 0.0 | .000 | 0.9 | 1.1 | .786 | 1.3   | 1.8    | 3.0 | 0.2  | 0.3 | 0.6 | 0.7 | 1.7 | 3.7 |
| 1997-98   | 27   | Dallas Mavericks       | NBA  | 39  | 14  | 13.9 | 1.4 | 3.5 | .415 | 0.0 | 0.0 | .000 | 0.7 | 0.9 | .750 | 1.1   | 2.3    | 3.4 | 0.6  | 0.4 | 1.2 | 0.9 | 2.1 | 3.6 |
| 1998-99   | 28   | Boston Celtics         | NBA  | 35  | 11  | 9.6  | 0.8 | 1.5 | .519 | 0.0 | 0.0 |      | 0.6 | 0.9 | .710 | 1.0   | 1.8    | 2.8 | 0.4  | 0.3 | 0.7 | 0.7 | 2.1 | 2.2 |
| Total     |      |                        | NBA  | 186 | 41  | 9.9  | 1.2 | 2.6 | .456 | 0.0 | 0.0 | .000 | 0.7 | 1.1 | .704 | 1.0   | 1.6    | 2.6 | 0.3  | 0.3 | 0.7 | 0.7 | 1.6 | 3.1 |